# Koekelaring

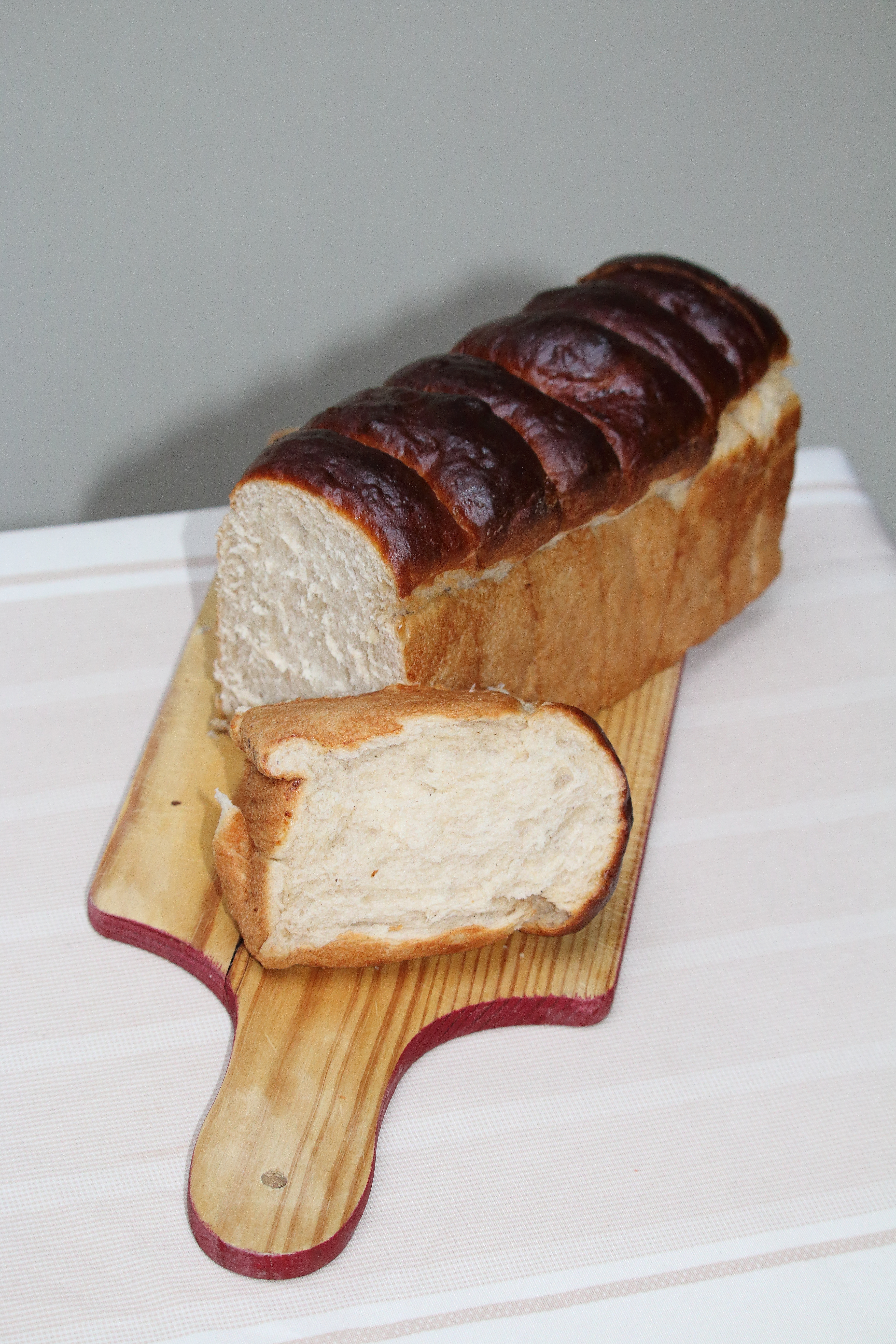
Koekelaring

De koekelaring is een traditioneel Vlaams (feest)brood, dat enkel gemaakt wordt in Zottegem. 
Koekelarings worden gemaakt op basis van bloem, eieren, melk, boter, suiker en kaneel. De ingrediënten vertonen dus enkele gelijkenissen met de mastel. Koekelarings zijn rechthoekige kruimige broden waarvan sneetjes worden afgesneden of plakjes worden afgescheurd. De koekelaring wordt traditioneel enkel verkocht bij Zottegemse bakkers in de periode tussen Sinterklaas en Driekoningen. De naam 'koekelaring' zou verwijzen naar het Franse couque à la reine of koninginnenkoek. Het bakken van de koekelaring zou voortkomen uit de traditie om het oude Germaanse gebruik van de offers bij het Joelfeest in brood of gebak na te bootsen (duivekater, 'vollaard', 'engeltjesbrood', 'scheenbeenbrood').
De Hoevebrouwers uit Zottegem brouwen ook 'Koekelaring', een roodbruin bier van hoge gisting met koekelarings op het etiket.

## Afbeeldingen

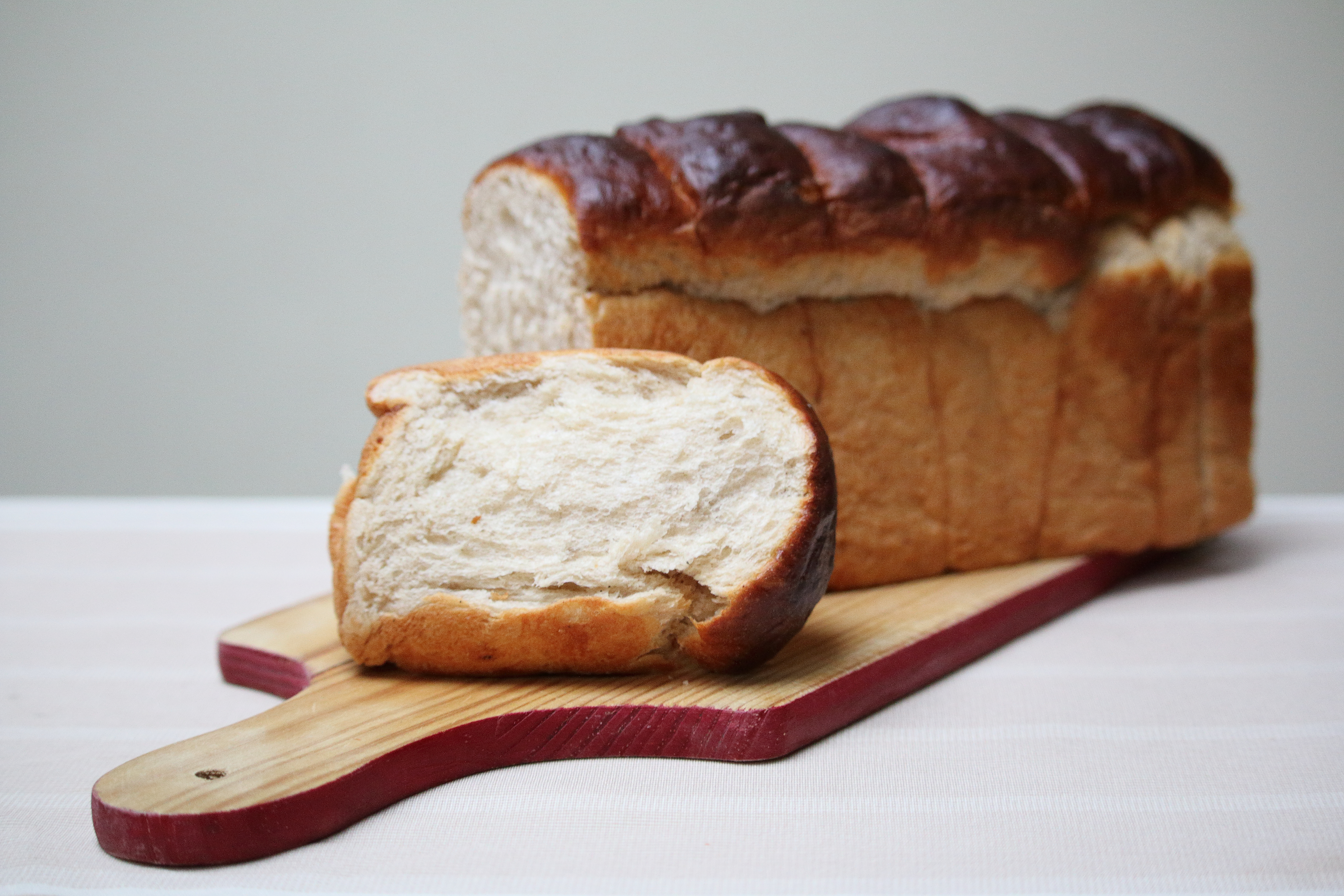
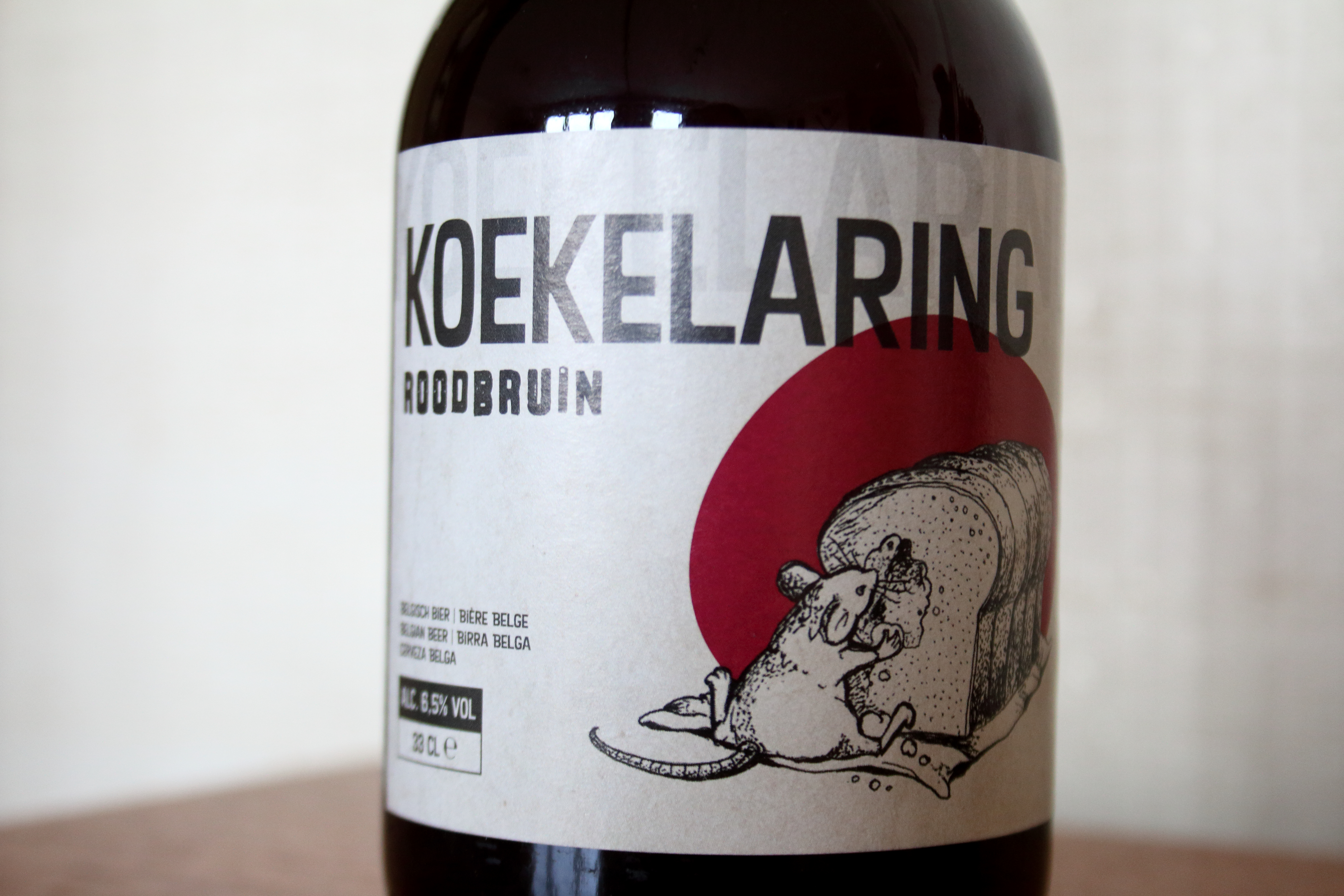
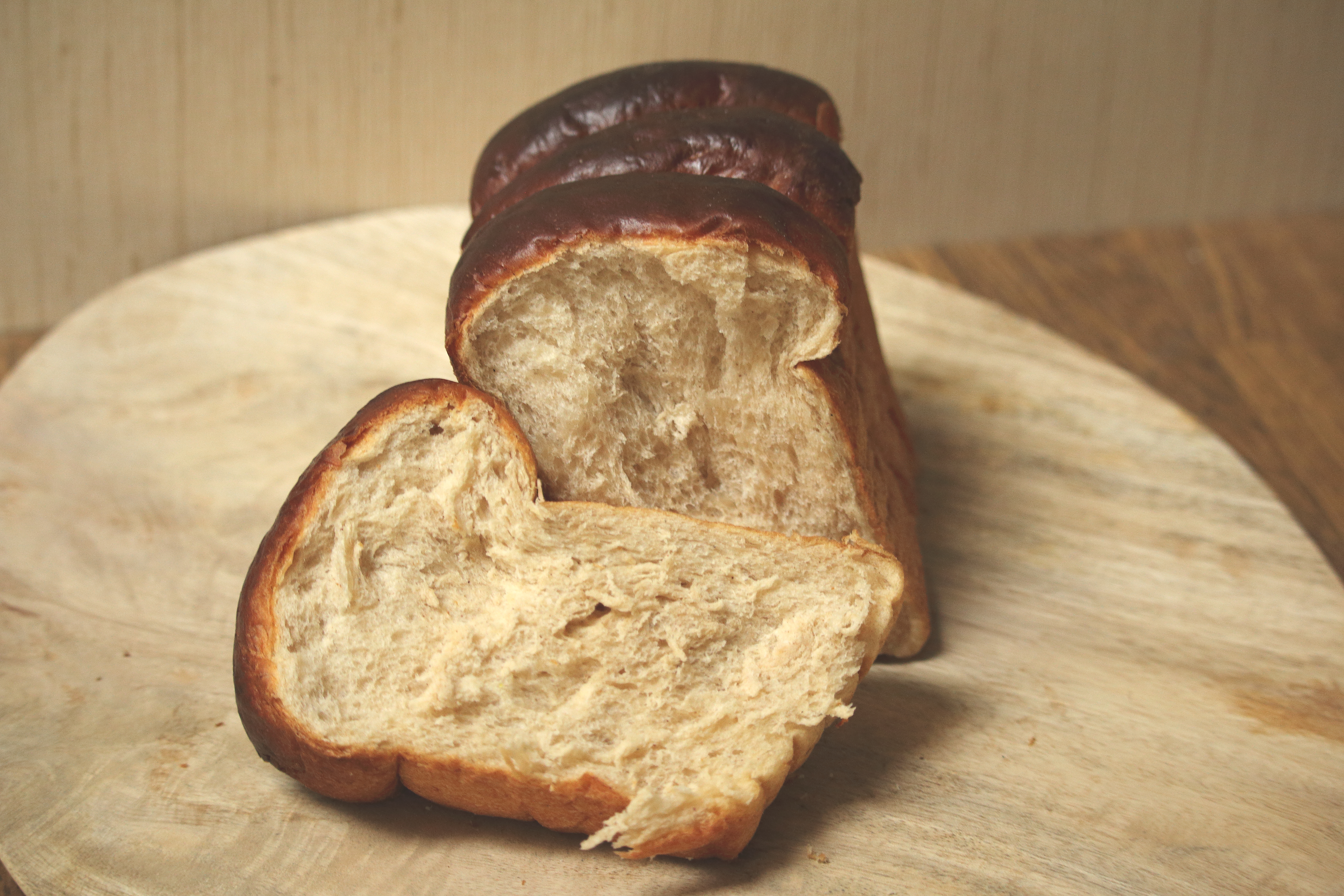